# Viva l'Italiano
Viva l'Italiano è un corso televisivo di lingua italiana destinato ai bambini italiani residenti all'estero. È stato prodotto dalla RAI e realizzato con la collaborazione di alcuni bambini del Piccolo Coro dell'Antoniano nel 1991.
Le quattordici poesie, inserite anche nella musicassetta pubblicata nel 1992 sotto lo stesso titolo, sono state scritte da Sandro Tuminelli.

## Tracce
(in ordine alfabetico)
- Viva l'italiano!

- Che cosa c'è?
- Che cosa è?
- Che cosa fa?
- Che cos'ha?
- Che cosa vedi?
- Che tempo fa?
- Con chi giochi?
- Dov'è?
- Dove abiti?
- Dove va?
- Il telefono
- Tu chi sei?
- Tu come ti chiami?